# Hoher Zaun
Der Hohe Zaun ist ein 3451 m ü. A. hoher Gletschergipfel in der Venedigergruppe der Hohen Tauern in Österreich. Er ist gänzlich von Gletschern umgeben, von Westen bis Süden liegt das Äußere Mullwitzkees, die Eismassen in allen anderen Richtungen sind dem Schlatenkees zuzurechnen. Zusammen mit der weniger als einen Kilometer nordwestlich liegenden Schwarzen Wand (3511 m) ist er der dominierende Gipfel am Talschluss des Gschlösstals. Von Betrachtern, die von diesem Tal heraufschauen, wird der Hohe Zaun oft mit dem Großvenediger verwechselt, der etwas mehr als zwei Kilometer weiter nordöstlich liegt und der von dort aus gesehen nur als unscheinbarer Schneehügel rechts neben der Schwarzen Wand in Erscheinung tritt.

## Anstieg
Der Normalweg führt von dem südwestlich des Hohen Zauns liegenden Defreggerhaus zunächst zum Mullwitzaderl. Von dort geht es weiter in nordöstlicher Richtung über das Äußere Mullwitzkees zur Gipfelkuppe des Hohen Zauns. Der Anstieg ist nirgendwo besonders steil, allerdings müssen je nach Verhältnissen Gletscherspalten umgangen werden. Der Hohe Zaun ist ein beliebtes Skitourenziel. Häufig wird eine Besteigung, sowohl im Sommer als auch im Winter, mit benachbarten Gipfeln kombiniert, und zwar mit der Schwarzen Wand, dem Rainerhorn, der Kristallwand oder dem Großvenediger.